# Landsmeer

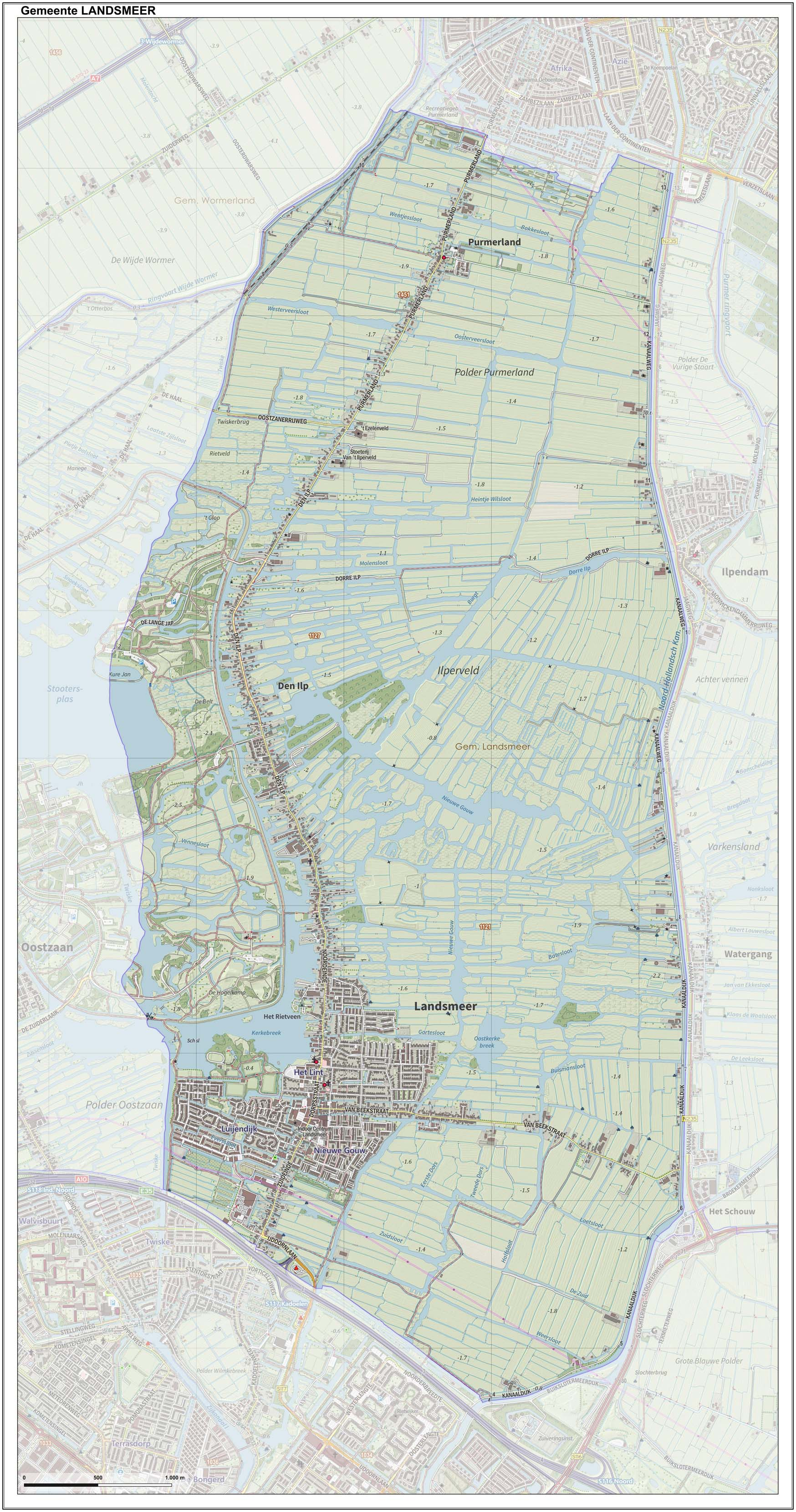
Topografische gemeentekaart van Landsmeer

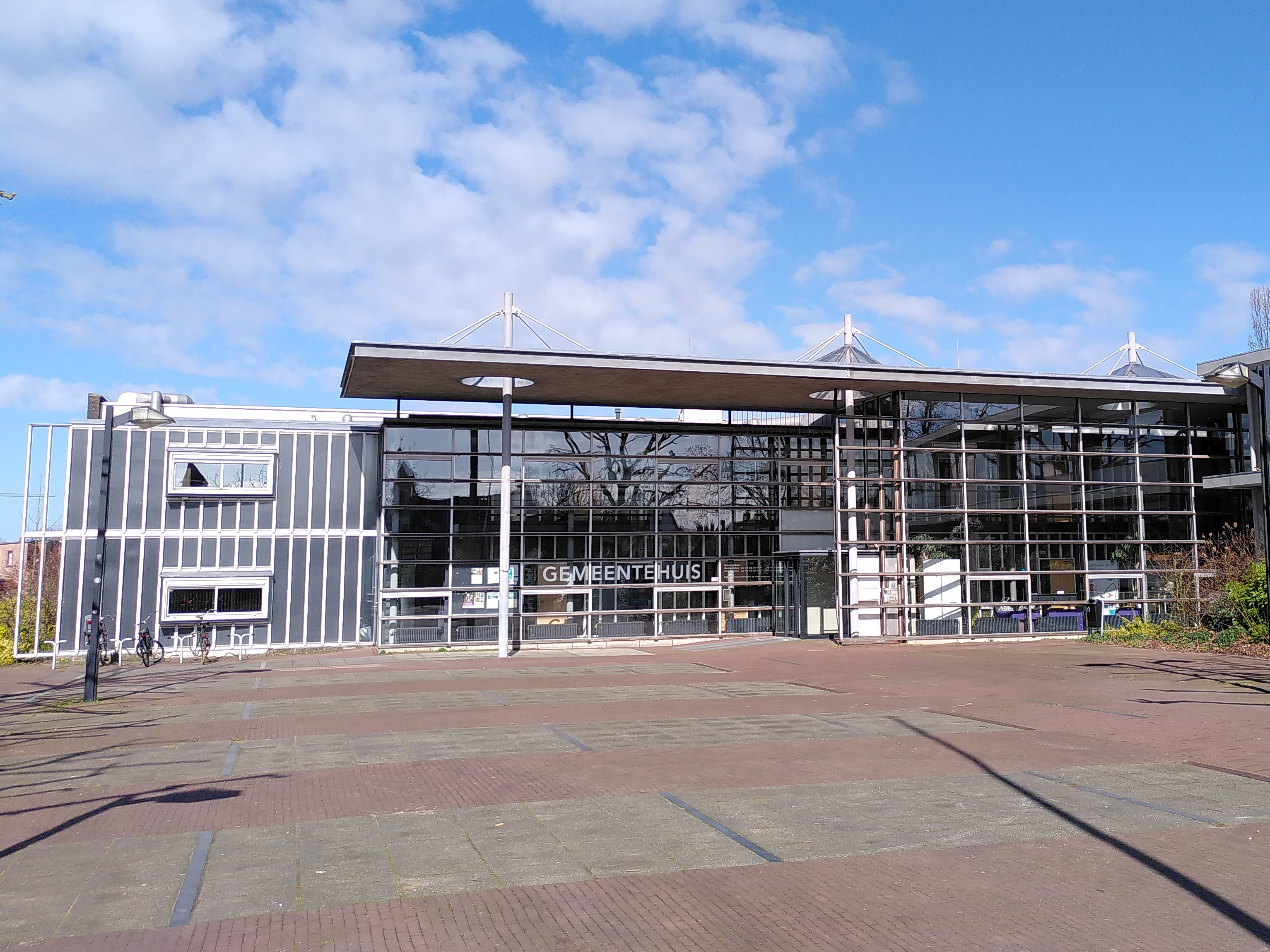
Het gemeentehuis van Landsmeer

Landsmeer (uitspraakⓘ) is een dorp en gemeente in de regio Waterland in de Nederlandse provincie Noord-Holland. De gemeente telt 11.661 inwoners (22 november 2024, bron: CBS) en heeft een oppervlakte van 26,44 km² (waarvan 3,68 km² water). Behalve het gelijknamige dorp omvat de gemeente Landsmeer ook de dorpen Den Ilp en Purmerland.
De gemeente Landsmeer maakte deel uit van de plusregio Stadsregio Amsterdam, nu Vervoerregio Amsterdam. Tevens is Landsmeer mede bekend om het natuurgebied Het Twiske. Landsmeer behoort tot de tien duurste gemeenten in Nederland.

## Geschiedenis
De geschiedenis van Landsmeer gaat terug tot 1326. Het was toen een parochie met de naam Lantsmaer. Later wordt de naam nog afwisselend gespeld als Lantsmer, Lantsmeer, Landsmer en Lansmer. In de naam is er nog steeds een verband tussen Land en Meer. De nederzetting heeft zich langs het meer (De Breek) ontwikkeld. Landsmeer behoorde indertijd tot de Heerlijkheid Waterland. Deze bestond uit zes hoofddorpen, namelijk Landsmeer, Ransdorp, Zunderdorp, Broek, Zuiderwoude en Schellingwoude. Dit duurde tot 1731. Deze zes dorpen waren sinds eeuwen verbonden in een gemeenschappelijke strijd tegen het water. Op 23 november 1619 werd de Unie van Waterland opgericht. De zes pijlen in de rechterpoot van de zwaan in het Waterlandse wapen herinneren aan deze onderlinge band.
Voor 1930 was er sprake van toenemende welvaart, vooral de handel in eieren gaf veel werk maar ook de handel in eenden en kippen. In 1895 vond ruim driekwart van de bevolking zijn bestaan in de eierhandel. In 1932 sloeg ook in Landsmeer de crisis hard toe. Veel bedrijven kwamen in moeilijkheden als gevolg van de prijsverlaging voor eieren.
Tijdens de Tweede Wereldoorlog was het doktershuis van Landsmeer een onderduikadres voor vele Amsterdamse kunstenaars en intellectuelen.
Op 1 augustus 1966 werd het nu ten zuiden van de Ringweg Noord (A10) gelegen gebied, met de buurtschap Kadoelen, bij de gemeente Amsterdam gevoegd, ten oosten van Kadoelen werd vanaf 1976 op voormalige grondgebied van Landsmeer de Amsterdamse nieuwbouwwijk Banne Noord gebouwd. Bij de gemeentelijke herindeling per 1 januari 1991 kwamen aan de noordkant Den Ilp en Purmerland bij Landsmeer en daarmee werd Purmerend een naaste buur. Het gedeelte van de oude gemeente Landsmeer dat ten oosten van het Noordhollandsch Kanaal lag, met Watergang en het Varkensland, werd bij die herindeling bij de nieuw gevormde gemeente Waterland gevoegd.
Tegenwoordig is het vooral een slaapgemeente voor werknemers en gepensioneerden in de regio. Wie er binnenrijdt treft een lange smalle weg geflankeerd door een sloot waarover bruggetjes naar de afzonderlijke woningen leiden. Het oude patroon van de ene weg met lintbebouwing is duidelijk herkenbaar.
Water speelde in het verleden steeds een grote rol, de naam van de oorspronkelijke nederzetting verwijst ernaar: 'Landsmeer - Langs het Meer'. Een andere uitleg die tot in 1990 op scholen gangbaar was en ook heden nog waarneembaar is en vooral onder de oudere inwoners veel aanhangers heeft, is dat het water 'ver-land'. Veen, riet, steeds ondiepere dichtgegroeide sloten maken dat er zich land vormt waar eerst water was. Ook afkalving van walkanten bij storm en watersportgolven, die vervolgens elders weer samenklonteren spreekt voor zich.
De strijd tegen het water werd vaak verloren. Dijkdoorbraken en overstromingen vernielden met grote regelmaat dat wat was opgebouwd.
Vandaag de dag levert het water een positieve bijdrage aan het leven in Landsmeer. De gemeente is dankzij het groene gebied tussen Zaanstad, Amsterdam en Purmerend nog steeds een waterrijk landschap met veel groen. Er zijn twee belangrijke natuurgebieden binnen haar grenzen: Samen met de gemeente Oostzaan het recreatie- en natuurgebied Het Twiske en het gehele (bij biologen wereldberoemde) natuurgebied Ilperveld, waar veel bijzondere diersoorten hun habitat hebben, tijdelijk of het hele jaar door. Bij het Twiske verzorgt de gemeente Landsmeer een deel van de onderhoudstaken, samen met de omliggende gemeenten Zaanstad, Oostzaan en Amsterdam. Het Twiske en het Ilperveld maken deel uit van het Nationaal Landschap Laag Holland.

## Aangrenzende gemeenten
| Aangrenzende gemeenten | Aangrenzende gemeenten | Aangrenzende gemeenten | Aangrenzende gemeenten | Aangrenzende gemeenten |
| ---------------------- | ---------------------- | ---------------------- | ---------------------- | ---------------------- |
| Wormerland             |                        |                        |                        | Purmerend              |
|                        |                        |                        |                        |                        |
| Oostzaan               | Waterland              |                        |                        |                        |
|                        |                        |                        |                        |                        |
|                        |                        | Amsterdam              |                        |                        |

## Politiek

### Gemeenteraad
De gemeenteraad van Landsmeer bestaat uit 15 zetels. Hieronder de behaalde zetels per partij bij de gemeenteraadsverkiezingen sinds 1998:
| Gemeenteraadszetels            | Gemeenteraadszetels | Gemeenteraadszetels | Gemeenteraadszetels | Gemeenteraadszetels | Gemeenteraadszetels | Gemeenteraadszetels | Gemeenteraadszetels |
| Partij                         | 1998                | 2002                | 2006                | 2010                | 2014                | 2018                | 2022                |
| ------------------------------ | ------------------- | ------------------- | ------------------- | ------------------- | ------------------- | ------------------- | ------------------- |
| Lokaal Landsmeer               | -                   | -                   | -                   | -                   | -                   | 3                   | 4                   |
| D66                            | 1                   | 1                   | 1                   | 2                   | 4                   | 3                   | 3                   |
| VVD                            | 4                   | 2                   | 4                   | 5                   | 3                   | 3                   | 2                   |
| GroenLinks                     | 1                   | 1                   | 1                   | 1                   | -                   | 2                   | 2                   |
| Positief Landsmeer             | -                   | -                   | -                   | 2                   | 3                   | 2                   | 2                   |
| CDA                            | 1                   | 2                   | 1                   | 1                   | 2                   | 1                   | 1                   |
| PvdA                           | 4                   | 2                   | 5                   | 4                   | 2                   | 1                   | 1                   |
| Lijst Hop en Honing            | -                   | -                   | -                   | -                   | -                   | -                   | -                   |
| Lijst Maja van Campen          | -                   | -                   | -                   | -                   | 1                   | -                   | -                   |
| Gemeentebelangen               | 4                   | 6                   | 2                   | -                   | -                   | -                   | -                   |
| Politieke Vereniging Landsmeer | -                   | -                   | 1                   | -                   | -                   | -                   | -                   |
| VIP 2002                       | -                   | 1                   | -                   | -                   | -                   | -                   | -                   |
| Totaal                         | 15                  | 15                  | 15                  | 15                  | 15                  | 15                  | 15                  |

### Stedenbanden
- Bergneustadt, 1968
- Châtenay-Malabry, 1986

Stedenbanden tussen Bergneustadt en Châtenay-Malabry sinds 1967

## Media
Landsmeer heeft een eigen lokale zender, Lokale Omroep Landsmeer, de LOL, met aandacht voor nieuws, politiek, sport, achtergronden en discussies uit of over Landsmeer. 

## Openbaar vervoer

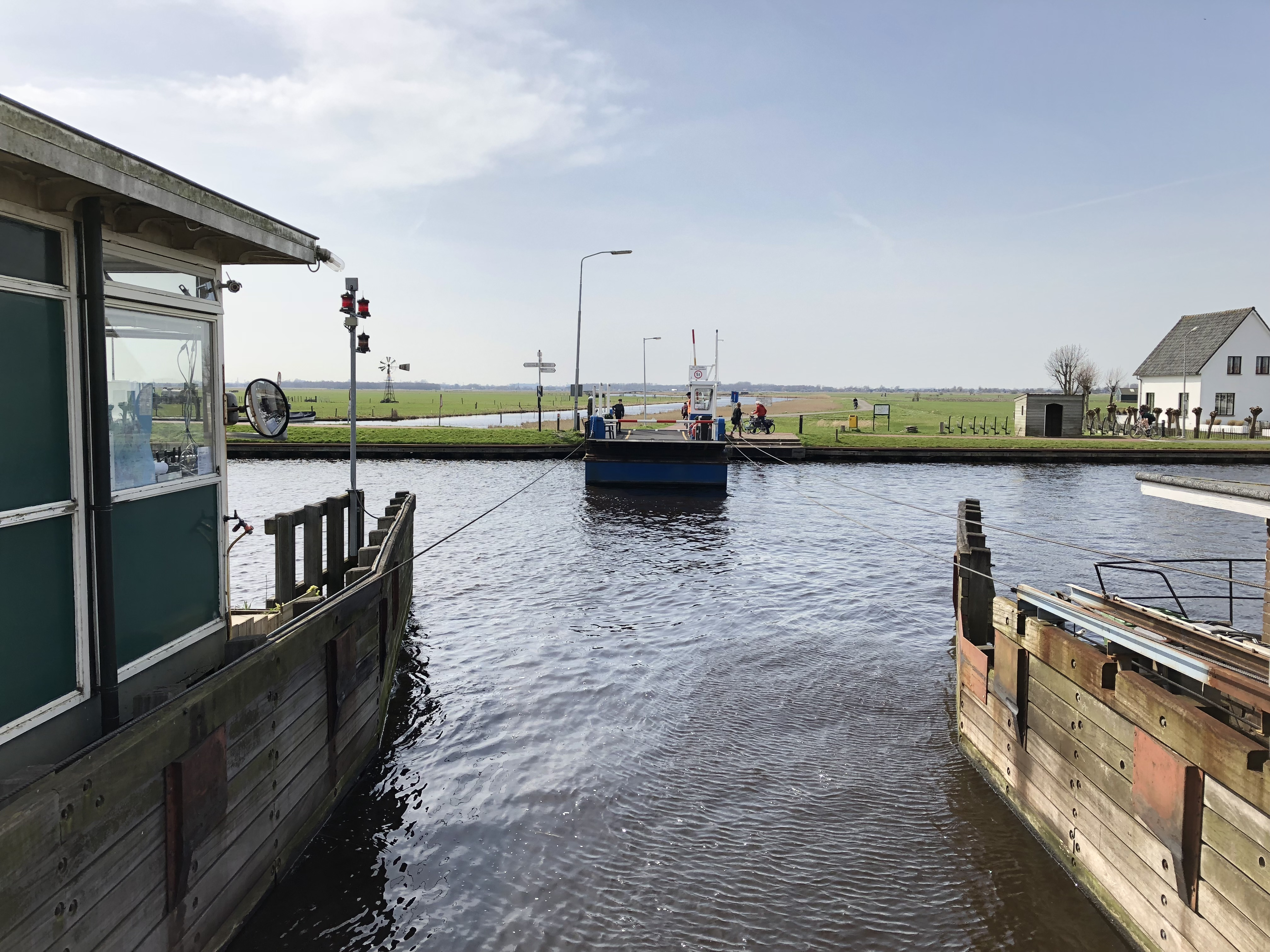
Veerpont Ilpendam - Purmerland

Sinds 1827 vaart over het Noordhollandsch Kanaal tussen Den Ilp en Ilpendam een kabelmotorveerpont, alsmede tussen Het Schouw en Landsmeer.
Van 1921 tot 1975 was het kantoor en de garage van de Eerste Noord-Hollandse Autobus Onderneming opgericht door de zakenman Evert van der Does in Landsmeer gevestigd. 
EBS-buslijnen 103 en 119 verbinden Landsmeer met o.a. Amsterdam, Purmerend en Monnickendam.

## Geboren in Landsmeer
- Cor Bakker (1961), pianist
- Nellie Benner (1986), actrice en presentatrice
- Jan Olij (1920-1996), bokser
- Jaap Oudkerk (1937-2024), wielrenner

## Woonachtig geweest in Landsmeer
- Ernst van Altena, dichter, schrijver en vertaler
- Cristina Deutekom, zangeres
- Ferdi Elsas, ontvoerder en moordenaar
- Stephen Gately, zanger
- Anton Heyboer, kunstschilder
- Ru van Veen, pianist van Wim Kan

## Monumenten
In de gemeente zijn er een aantal rijksmonumenten, gemeentelijke monumenten, en oorlogsmonumenten.
- Lijst van rijksmonumenten in Landsmeer
- Lijst van gemeentelijke monumenten in Landsmeer
- Lijst van oorlogsmonumenten in Landsmeer
- Twiskemolen

## Kunst in de openbare ruimte
In de gemeente Landsmeer zijn diverse beelden, sculpturen en objecten geplaatst in de openbare ruimte, zie:
- Lijst van beelden in Landsmeer

## Foto's

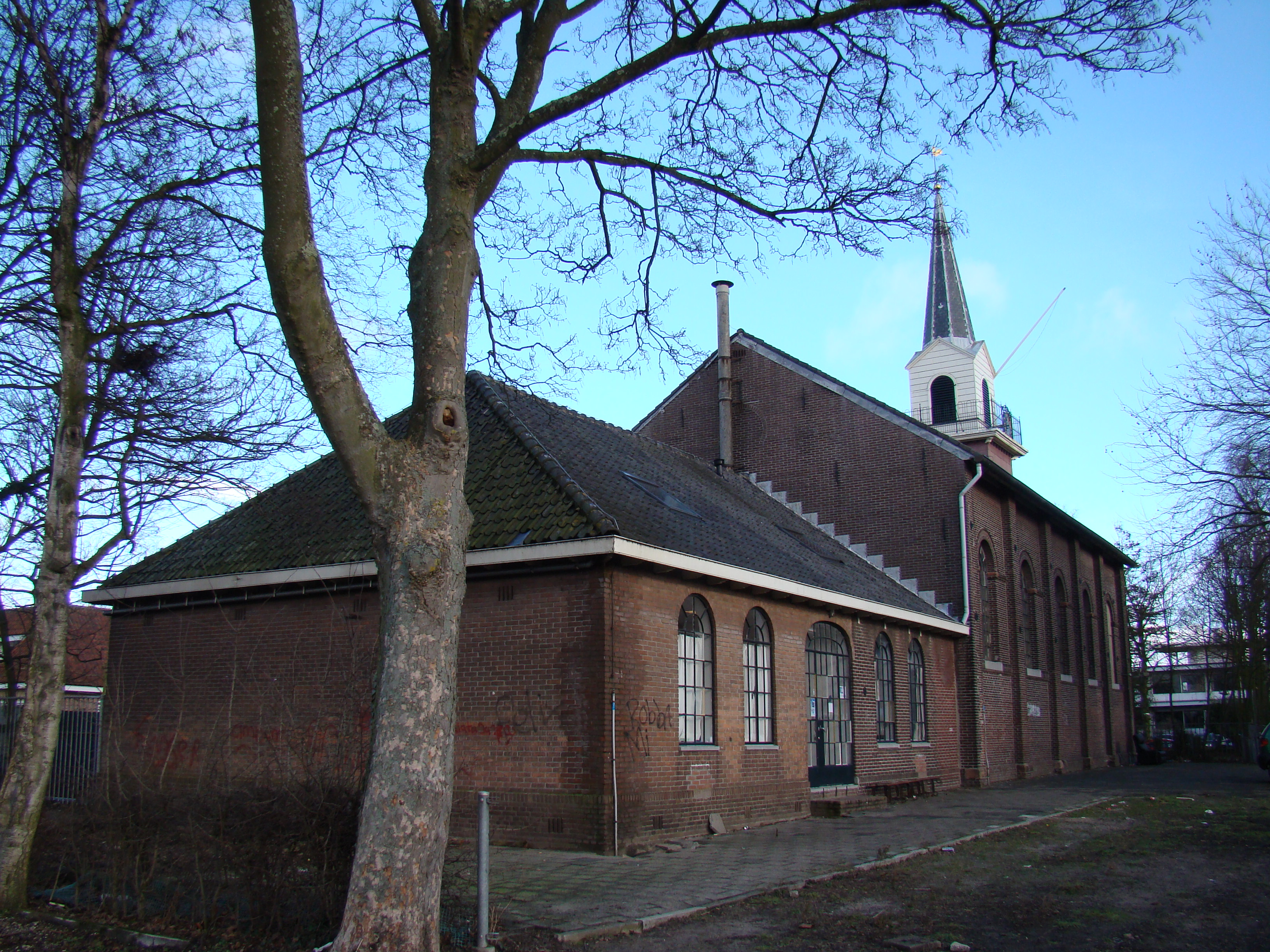
Voormalige Nederlands Hervormde Kerk van Landsmeer
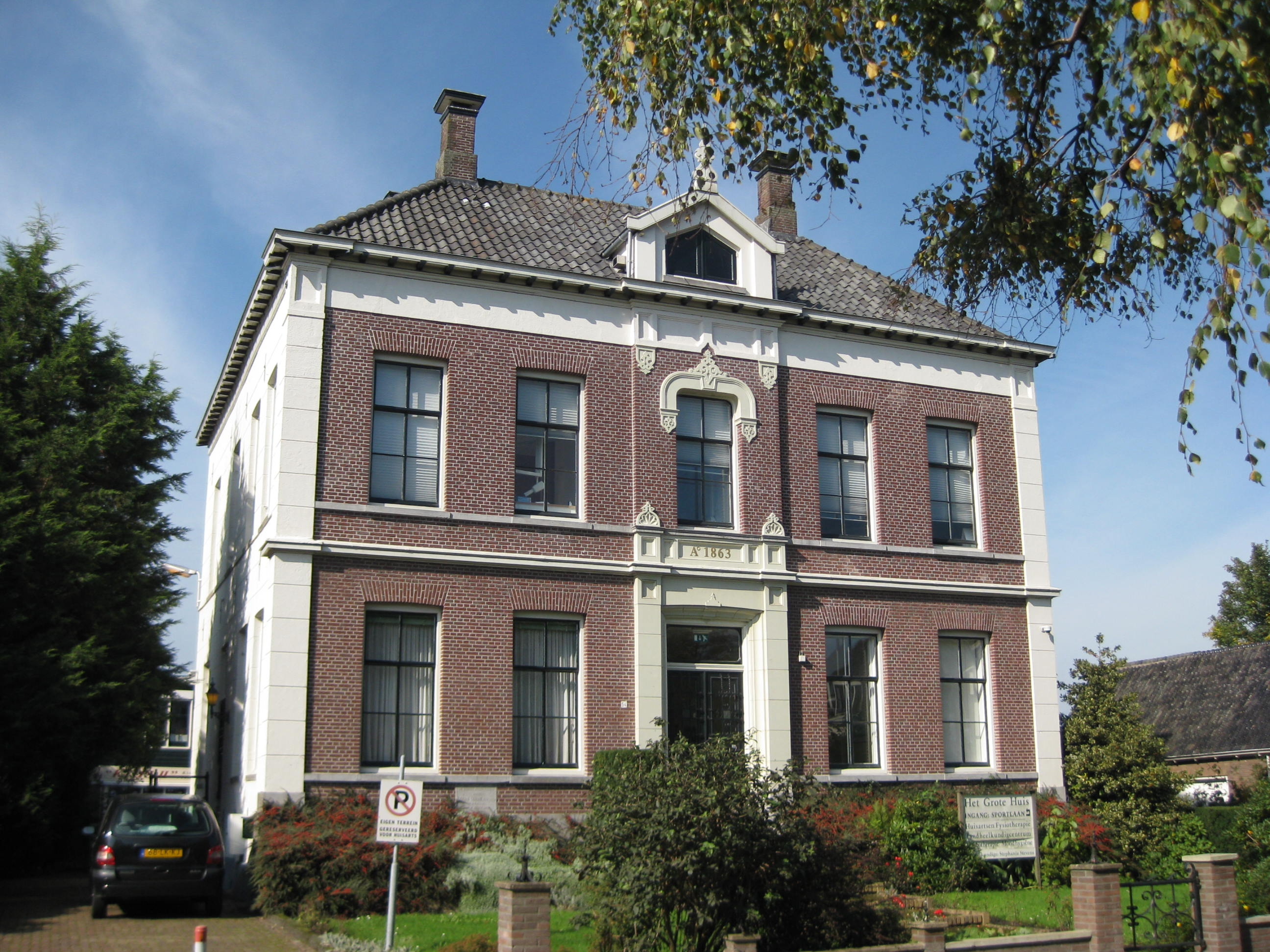
Huis aan de Dorpsstraat nr. 54
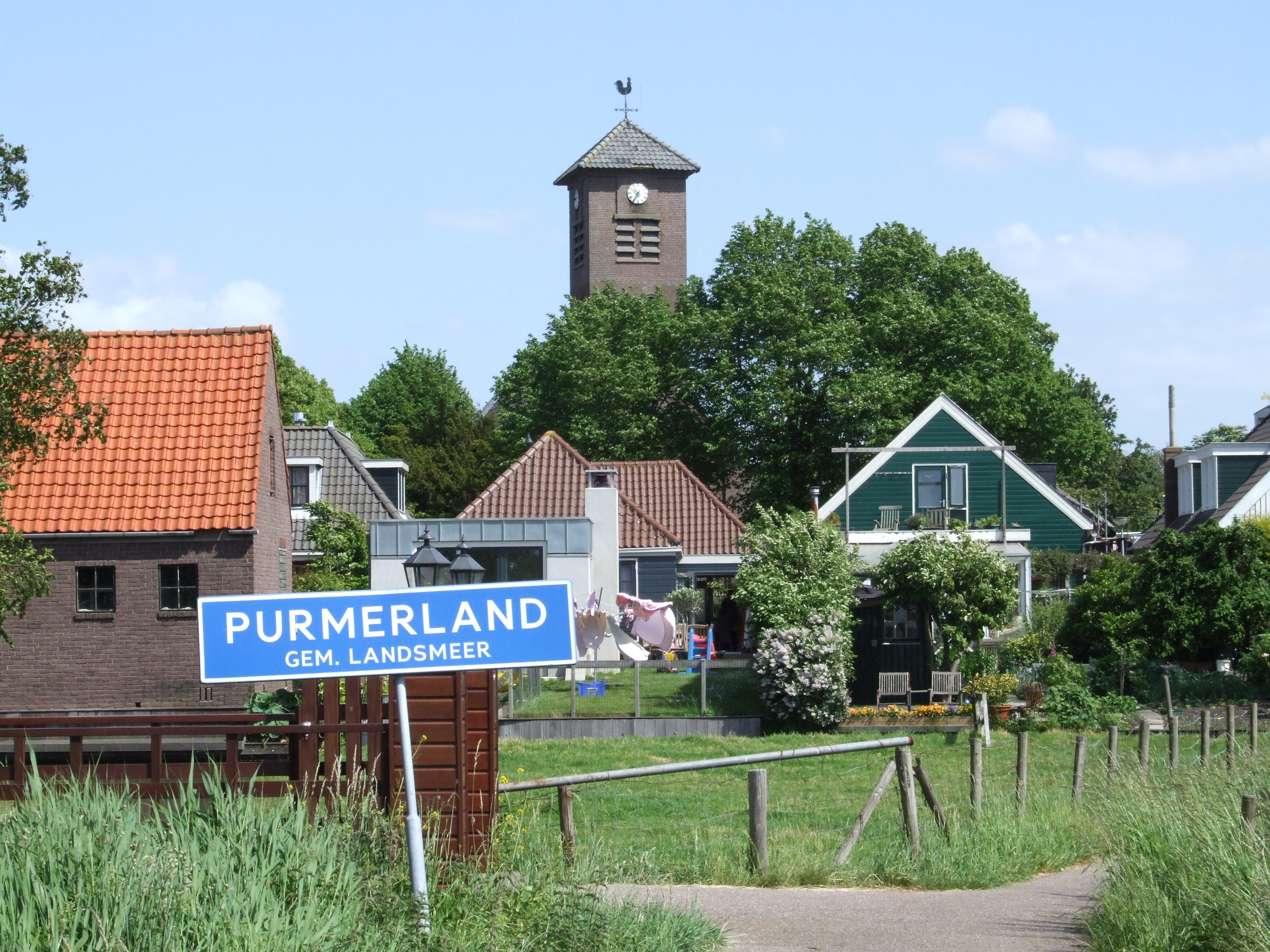
Purmerland
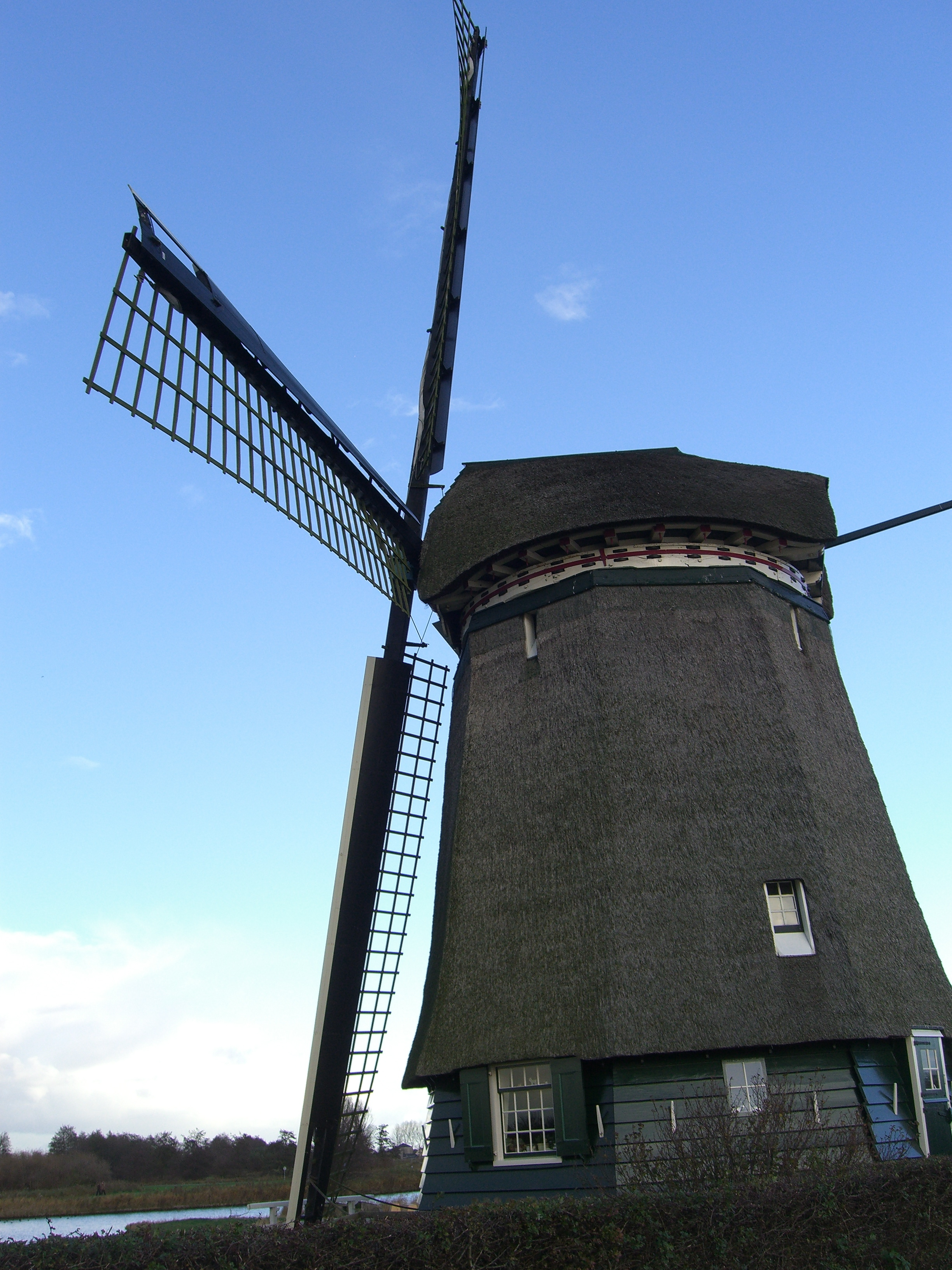
De Twiskemolen
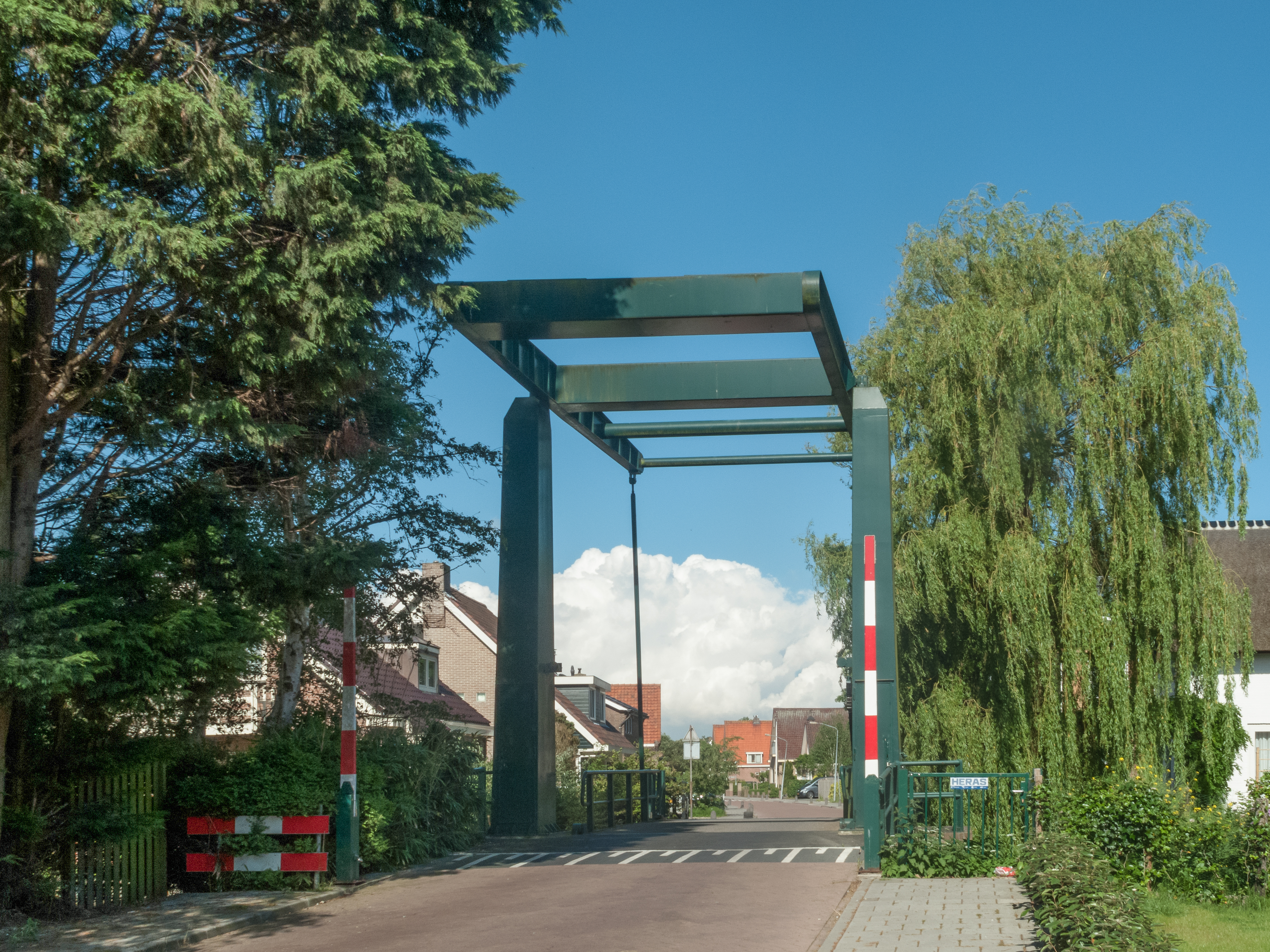
de Kleine Zijlbrug

## Trivia
- De gemiddelde verkoopprijs voor een bestaande koopwoning in de gemeente Landsmeer was in 2020 €538.061. In 2019 was de gemiddelde verkoopprijs €423.800, een verschil van 27,0%.[5] In 2024 was de gemiddelde prijs €634.600.[6]
- Landsmeer had in 2021 de langste inschrijfduur voor een sociale huurwoning in Nederland met een lengte van 22 jaar.[7]
- In 2022 steeg de onroerendezaakbelasting (over 2021) met 31% in Landsmeer het hardst.[8]
- In 1974 en 1975 had Landsmeer met restaurant De Deyselhof de begeerde onderscheiding van een Michelinster.[9][10]
- In de Baantjer boeken De Cock en de moord in seance en De Cock en de zwarte weduwe speelt het verhaal zich gedeeltelijk af in Landsmeer.
- De terugkerende sketch 'Joop en Leon' in Draadstaal werd in de eerste seizoenen opgenomen in een snackbar in Landsmeer.

Landsmeer · Den Ilp · Purmerland
Noord-Holland: Steden en dorpen in Noord-Holland      Nederland: Provincies · Gemeenten
Aalsmeer · Alkmaar · Amstelveen · Amsterdam · Bergen · Beverwijk · Blaricum · Bloemendaal · Castricum · Den Helder · Diemen · Dijk en Waard · Drechterland · Edam-Volendam · Enkhuizen · Gooise Meren · Haarlem ·  Haarlemmermeer · Heemskerk · Heemstede · Heiloo · Hilversum · Hollands Kroon · Hoorn · Huizen · Koggenland · Landsmeer · Laren · Medemblik · Oostzaan · Opmeer · Ouder-Amstel · Purmerend · Schagen · Stede Broec · Texel · Uitgeest · Uithoorn · Velsen · Waterland · Wijdemeren · Wormerland · Zaanstad · Zandvoort

Steden en dorpen · Voormalige gemeenten · Nederland: Provincies · Gemeenten
Aalsmeer · Amstelveen · Amsterdam · Diemen · Edam-Volendam · Haarlemmermeer · Landsmeer · Oostzaan · Ouder-Amstel · Purmerend · Uithoorn · Waterland · Wormerland · Zaanstad